# Trivignano Udinese
Trivignano Udinese (friuli nyelven Trivignan) település Olaszországban, Friuli-Venezia Giulia régióban, Udine megyében. Lakosainak száma 1555 fő (2023. január 1.). Trivignano Udinese Chiopris-Viscone, Manzano, Palmanova, Pavia di Udine, San Giovanni al Natisone, San Vito al Torre és Santa Maria la Longa községekkel határos.

## Népesség
A település népességének változása:
| Lakosok száma | 1703 | 1635 | 1632 | 1555 |
|               | 2008 | 2017 | 2018 | 2023 |